# Doneztebe/Santesteban
Doneztebe / Santesteban (baskisch Doneztebe; spanisch Santesteban) ist eine Gemeinde (municipio) mit 1.860 Einwohnern (Stand: 2024) in Spanien. Die Gemeinde gehört zur baskischsprachigen Zone Navarras.

## Geografie
Doneztebe / Santesteban liegt etwa 40 Kilometer nördlich von Pamplona und etwa 40 Kilometer südöstlich von Donostia-San Sebastián in einer Höhe von ca. 120 m. 

## Sehenswürdigkeiten

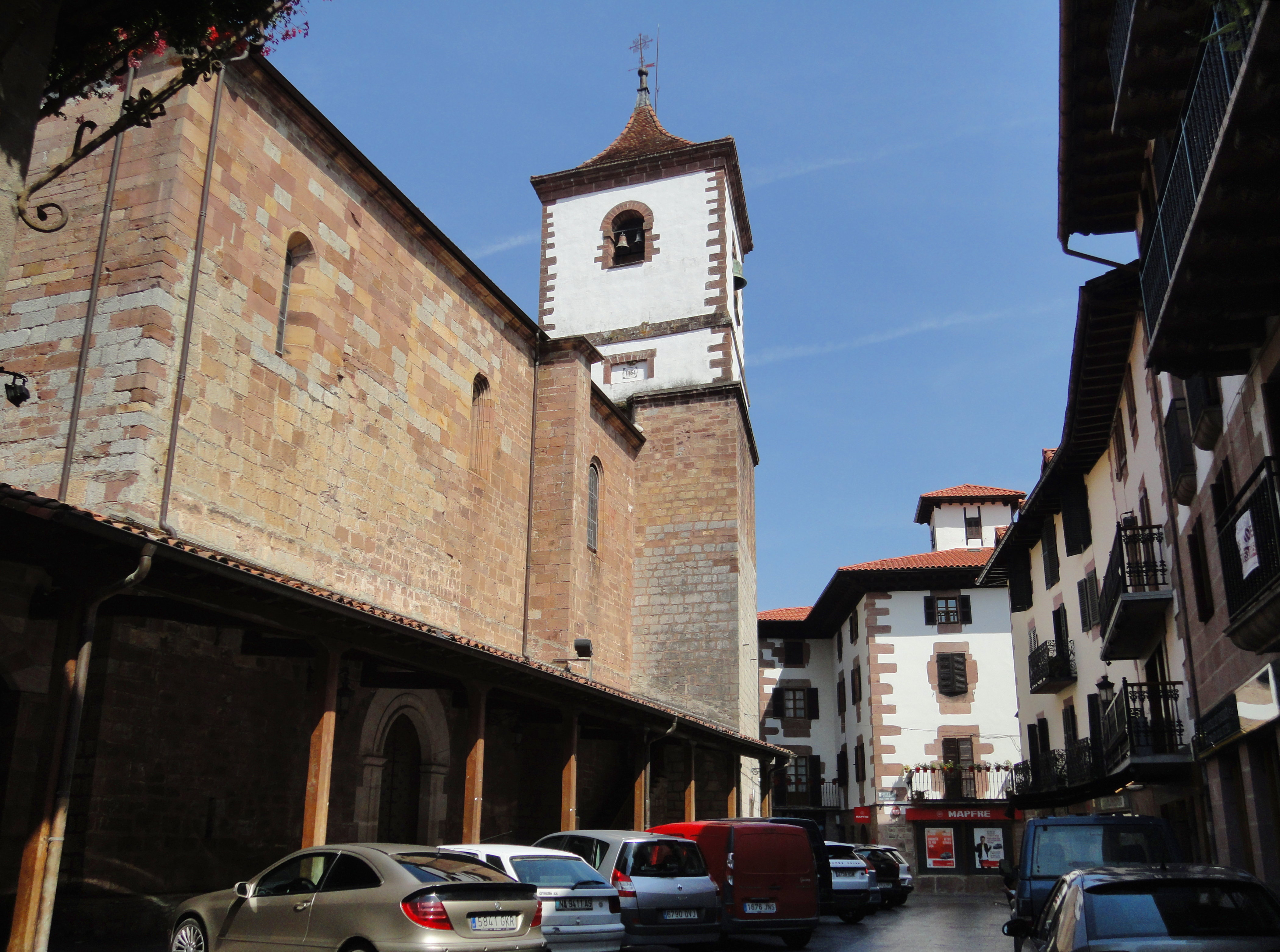
Peterskirche
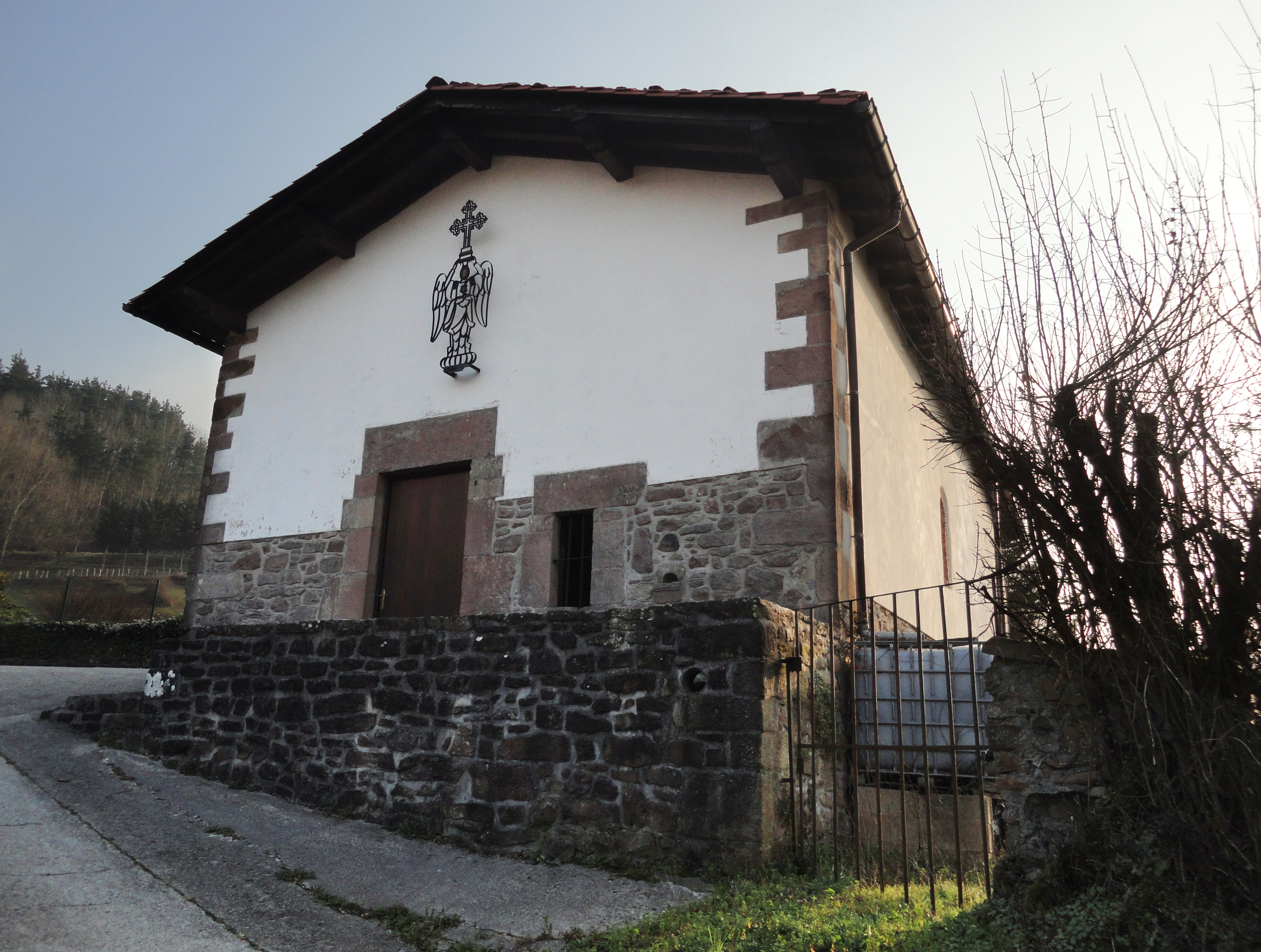
Michaeliskapelle
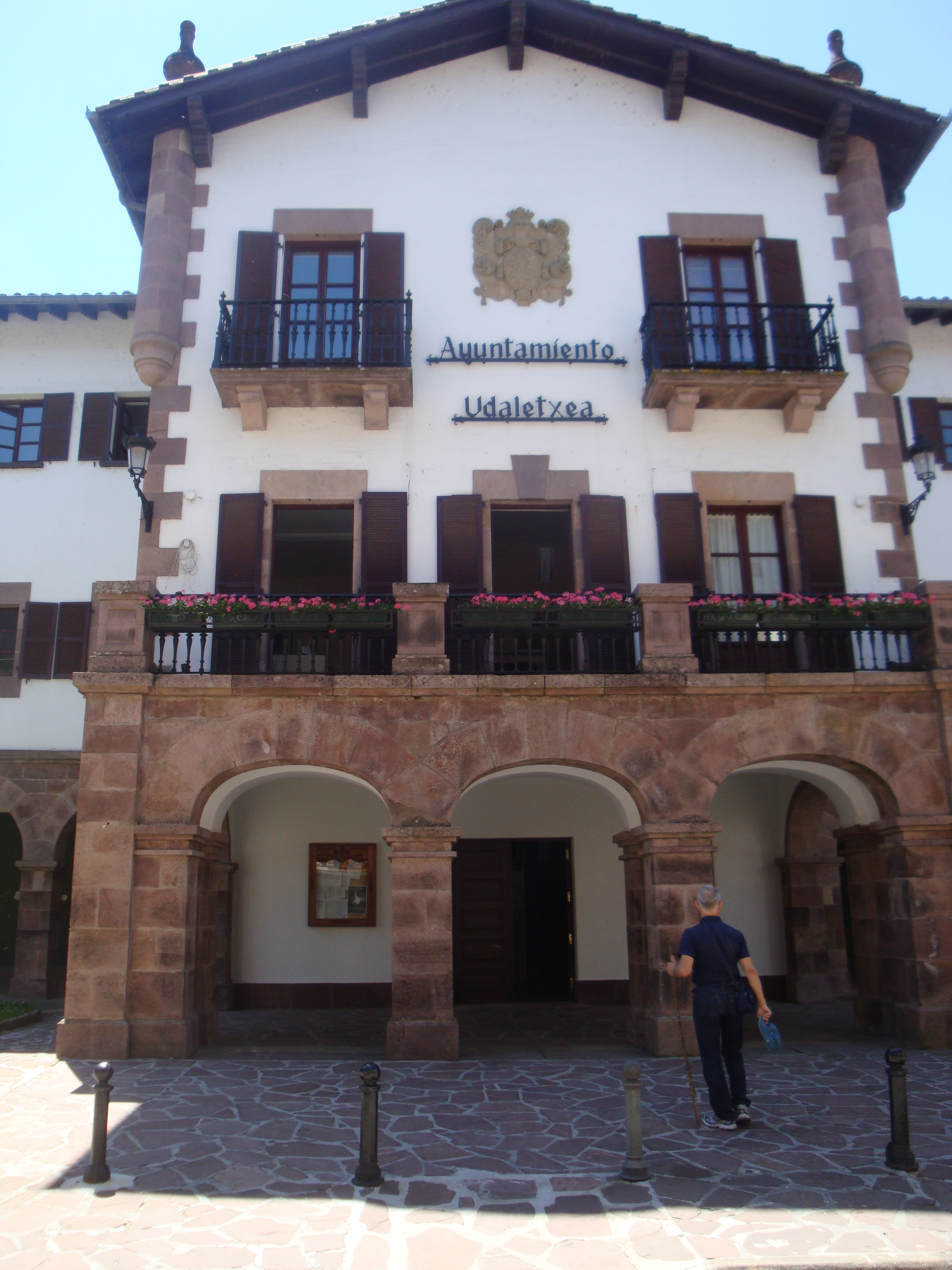
Rathaus

- Peterskirche
- Michaeliskapelle
- Rathaus

## Persönlichkeiten
- Jerónimo de Uztáriz (1670–1732), Ökonom
- Ibai Meoki Etxebeste (* 1988), Handballspieler
- Niko Mindegía (* 1988), Handballspieler